# Assassin's Creed Syndicate

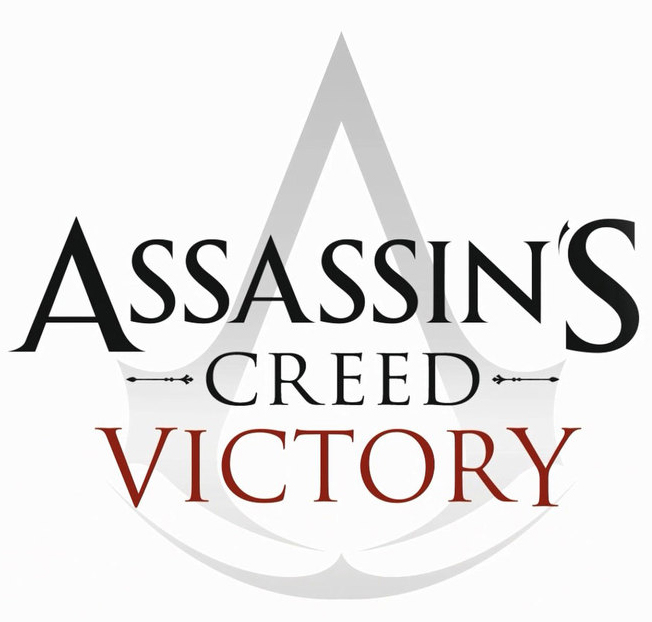
Původní logo hry

Assassin's Creed Syndicate (dříve Assassin's Creed Victory) je další díl v historicko-akční sérii her Assassin's Creed. Protagonisty hry jsou dvojčata Fryeovi – Evie a Jacob. Tento díl je zasazen do Viktoriánského období v Londýně, během průmyslové revoluce a celý příběh se odehrává během roku 1868. Hra vyšla 23. října 2015 na PlayStation 4 a Xbox One a 19. listopadu i na Microsoft Windows.
Jacob má však většinou smůlu s okolím a tak mu sestra stále napravuje maléry a společně organizují různá spiknutí. Narodili se v Crawley, v Anglii roku 1847. Později mají svůj vlastní gang zvaný Rooks.

## Vývoj
První informace a obrázky ze hry vyšly 2. prosince 2014, tehdy pod názvem Assassin's Creed Victory. V květnu 2015 byl podnázev změněn na Syndicate a 12. května 2015 bylo od Ubisoftu oficiálně oznámeno vydání hry. Hra byla vydána 23. října 2015 na PlayStation 4 a Xbox One; a 19. listopadu na PC (Microsoft Windows). Hra je vyvíjena pobočkou Ubisoftu v Québecu.

## O hře
Herní svět a herní mechanika přesahují otevřenost předchozího dílu série Assassin's Creed Unity. Celkově je hra akčnější a brutálnější. Nicméně, každá mise bude přidělena pouze jednomu z dvojčat.
Hráč může v otevřeném světě kdykoliv přepínat mezi Jacobem a Evie. Každý z nich má svoje mise a svůj vlastní strom dovedností.
Hra neobsahuje multiplayer, který se v sérii také nevyskytoval v dílech Assassin's Creed, Assassin's Creed II a Assassin's Creed Rogue. Vývojáři se díky tomu pořádně zaměřují na singleplayer. Mapa Londýna je přibližně o 30 % větší než mapa Paříže v Assassin's Creed Unity.
Novinkou v tomto díle je, že Jacob a Evie mají svůj gang, který se jmenuje Rooks a díky tomu mohou bojovat s dalšími gangy a získávat tak další území Londýna. Do hry byla nadále přidána možnost řídit kočáry s koňským spřežením.

## Příběh
Rok 1868: Jacob a Evie přijíždějí do Londýna. Vidí Londýn během průmyslové revoluce, kontrolovaný templáři. Začnout budovat vlastní gang a postupně musí vyčistit město od vysoce postavených templářů jako jsou Rupert Ferris, Pearl Attaway, John Elliotson, David Brewster nebo Maxwell Roth, všichni podporující templáře Crawforda Starricka. Na konci hry je závěrečná mise "Nezapomenutelná noc", která končí zabitím Crawforda Starricka.

## DLC
Pro tuto hru byly uvedeny 4 příběhové DLC:
- The Darwin and Dickens Conspiracy – Ochraň objevy Charlese Darwina před těmi, kteří by klidně zabíjeli, jen aby ho umlčeli. Pomož udržet tajemství Charlese Dickense, aby nebyl zabit.
- The Dreadful Crimes – Balíček deseti misí pouze pro PlayStation 4. Jacob a Evie vyšetřují vraždy a další zločiny v Londýně pomocí orlího pohledu, vyslýchání svědků a dalších možností.
- Runaway Train – Najdi a oprav místo v kolejišti dříve než se stane katastrofa.
- Jack The Ripper – Půjdeme po stopách Jacka Rozparovače který po nocích vraždí v Londýnských ulicích. DLC se odehrává roku 1888, dvacet let po událostech ve hře. Hráč hraje za Evie Frey ve věku 41 let. Toto DLC je sice součástí Season Passu, bude ale k dostání i zvlášť.
- The Last Maharaja – Balíček deseti misí, které se týkají Duleepa Singha, posledního maharadžu Sikhské říše.

## Season Pass
Součástí Season Passu bude:
- The Last Maharaja – Balíček deseti misí, které se týkají Duleepa Singha, posledního maharadžu Sikhské říše.
- Jack The Ripper – Půjdeme po stopách Jacka Rozparovače který po nocích vraždí v Londýnských ulicích.
- A Long Night – Exkluzivní mise.
- Streets of London Pack – The Darwin and Dickens Conspiracy a Runaway Train.
- Exclusive Gear and Weapons – Nové zbraně, vybavení a oblečení.

## Jack the Ripper
Jack the Ripper je DLC k AC Syndicate. Jedná se o singleplay styl hry. Vývojáři jsou Ubisoft Monpelier a vychází na PlayStation 4, Xbox One i Microsoft Windows. DLC vyšlo 15. prosince 2015. Děj se odehrává dvacet let po událostech ve hře. Objevují se opět postavy Jacob a Evie Frye. Jacob se ale stane nezvěstným a Evie je pravděpodobně poslední žijící asasín v Londýně. Toto DLC přidává nové bojové mechaniky, které jsou o hodně brutálnější než plná hra. Např. bomby strachu, bodce.